# Paul Marco
Paul Marco, nato Angelo Inzalaco (Los Angeles, 10 giugno 1927 – Hollywood, 14 maggio 2006), è stato un attore statunitense.

## Filmografia parziale

### Cinema
- La valanga dei sioux (Hiawatha), regia di Kurt Neumann (1952) - non accreditato
- La sposa del mostro (Bride of the Monster), regia di Ed Wood (1955)
- Plan 9 from Outer Space, regia di Ed Wood (1957)
- La notte degli spettri (Night of the Ghouls), regia di Ed Wood (1958)
- Il giardino della violenza (The Young Savages), regia di John Frankenheimer (1961) - non accreditato
- The Naked Monster, regia di Ted Newsom e Wayne Berwick (2005)

### Televisione
- The Donna Reed Show – serie TV, un episodio (1960)
- Indirizzo permanente (77 Sunset Strip) – serie TV, un episodio (1960)